# Джуиш Гилд
«Джуиш Гилд» — общественный футбольный клуб из ЮАР, который был основан в конце XIX века. В период своего расцвета были финалистами кубка Южной Африки и даже подписали Джорджа Беста.

## История
В 1960 году «Олд Аркс» (основан в 1897 году) попросили «Джуиш Гилд» основать свою футбольную команду. С тех пор клуб становился всё сильнее и сильнее, дойдя до финала Кубка Замка в 1964 году, хотя до сих пор играет в провинциальной лиге. Когда в Южной Африке Национальная футбольная лига проголосовала за создание национального второго дивизиона, который должен был стартовать в 1969 году, «Джуиш Гилд» был одним из 10 заявленных клубов. В первый сезон они смогли занять только 5-е место, а на следующий сезон, 1970 года, они испытывали жёсткую конкуренцию с клубом «Дурбан Селтикс», опередив их в конечном счёте на 9 пунктов (в эпоху двух очков за победу). Таким образом, «Джуиш Гилд» продвинулись на самый высокий уровень южноафриканской футбольной ассоциации во времена апартеида в исключительно «белой» лиге. Их лучший сезон в высшем дивизионе пришёлся на 1975 год, когда они финишировали на 6-м месте (15 команд в лиге). После этого сезона в 1975 году клуб слился с «Йоханнесбург Коринтианс», сформировав команду «Аполло Гилд», которая, в свою очередь, играла под названием «Рудепурт Гилд» в 1977 году, последнем сезоне лиги перед расформированием. В настоящее время «Джуиш Гилд» базируется в Линксфилде, пригороде Йоханнесбурга.